# Allstate
Allstate es una aseguradora estadounidense con sede en Northbrook, Illinois. La empresa está listada en el índice S&P 100.
Allstate se fundó en 1931 como parte de la empresa Sears, Roebuck and Company (Sears). En 1952 y 1953 la empresa Sears utilizó el nombre Allstate para una marca de automóviles, Allstate Automobile. En 1993 Allstate salió a la bolsa y en 1995 Sears vendió su participación.
El eslogan de Allstate es "You’re in good hands", en español, "Estás en buenas manos".
Entre los grandes competidores de Allstate destacan State Farm, American Family, Farmers Insurance Group, Nationwide, Progressive y Geico.

## Miscelánea
La empresa Allstate patrocina diferentes eventos deportivos, entre ellos el Allstate Sugar Bowl, el Allstate 400 at the Brickyard y al Comité Olímpico Estadounidense.